# Црхаљ
Црхаљ је насеље у општини Бијело Поље у Црној Гори. Према попису из 2003. било је 476 становника (према попису из 1991. било је 636 становника).

## Демографија
У насељу Црхаљ живи 327 пунолетних становника, а просечна старост становништва износи 32,9 година (32,4 код мушкараца и 33,4 код жена). У насељу има 112 домаћинстава, а просечан број чланова по домаћинству је 4,25.
Ово насеље је углавном насељено Муслиманима (према попису из 2003. године), а у последња три пописа, примећен је пад у броју становника.
|  |

| Демографија | Демографија | Демографија |
| Година      | Становника  | Становника  |
| ----------- | ----------- | ----------- |
|             |             |             |
|             |             |             |
|             |             |             |
|             |             |             |
| 1948.       | 522         |             |
| 1953.       | 585         |             |
| 1961.       | 632         |             |
| 1971.       | 670         |             |
| 1981.       | 662         |             |
| 1991.       | 636         | 613         |
| 2003.       | 718         | 476         |
|             |             |             |

| Етнички састав према попису из 2003.‍ | Етнички састав према попису из 2003.‍ | Етнички састав према попису из 2003.‍ | Етнички састав према попису из 2003.‍ | Етнички састав према попису из 2003.‍ |
| ------------------------------------ | ------------------------------------ | ------------------------------------ | ------------------------------------ | ------------------------------------ |
|                                      |                                      |                                      |                                      |                                      |
| Муслимани                            | Муслимани                            |                                      | 366                                  | 76,89%                               |
| Бошњаци                              | Бошњаци                              |                                      | 98                                   | 20,58%                               |
| Срби                                 | Срби                                 |                                      | 6                                    | 1,26%                                |
| непознато                            | непознато                            |                                      | 5                                    | 1,05%                                |

| Година пописа     | 1948. | 1953. | 1961. | 1971. | 1981. | 1991. | 2003. |
| ----------------- | ----- | ----- | ----- | ----- | ----- | ----- | ----- |
| Број домаћинстава | 92    | 96    | 94    | 103   | 96    | 111   | 143   |

| Број чланова      | 1   | 2  | 3  | 4  | 5  | 6  | 7  | 8 | 9 | 10 и више | Просек |
| ----------------- | --- | -- | -- | -- | -- | -- | -- | - | - | --------- | ------ |
| Број домаћинстава | 112 | 16 | 17 | 12 | 14 | 17 | 19 | 9 | 5 | 2         | 1      |

| Пол    | Укупно | Неожењен/Неудата | Ожењен/Удата | Удовац/Удовица | Разведен/Разведена | Непознато |
| ------ | ------ | ---------------- | ------------ | -------------- | ------------------ | --------- |
| Мушки  | 174    | 54               | 114          | 5              | 1                  | 0         |
| Женски | 176    | 37               | 118          | 19             | 1                  | 1         |
| УКУПНО | 350    | 91               | 232          | 24             | 2                  | 1         |

| Пол    | Укупно                    | Пољопривреда, лов и шумарство | Рибарство                            | Вађење руде и камена | Прерађивачка индустрија       |
| ------ | ------------------------- | ----------------------------- | ------------------------------------ | -------------------- | ----------------------------- |
| Мушки  | 79                        | 58                            | 0                                    | 0                    | 0                             |
| Женски | 12                        | 11                            | 0                                    | 0                    | 1                             |
| УКУПНО | 91                        | 69                            | 0                                    | 0                    | 1                             |
| Пол    | Производња и снабдевање   | Грађевинарство                | Трговина                             | Хотели и ресторани   | Саобраћај, складиштење и везе |
| Мушки  | 0                         | 7                             | 2                                    | 0                    | 2                             |
| Женски | 0                         | 0                             | 0                                    | 0                    | 0                             |
| УКУПНО | 0                         | 7                             | 2                                    | 0                    | 2                             |
| Пол    | Финансијско посредовање   | Некретнине                    | Државна управа и одбрана             | Образовање           | Здравствени и социјални рад   |
| Мушки  | 0                         | 1                             | 2                                    | 5                    | 0                             |
| Женски | 0                         | 0                             | 0                                    | 0                    | 0                             |
| УКУПНО | 0                         | 1                             | 2                                    | 5                    | 0                             |
| Пол    | Остале услужне активности | Приватна домаћинства          | Екстериторијалне организације и тела | Непознато            | Непознато                     |
| Мушки  | 1                         | 0                             | 0                                    | 1                    | 1                             |
| Женски | 0                         | 0                             | 0                                    | 0                    | 0                             |
| УКУПНО | 1                         | 0                             | 0                                    | 1                    | 1                             |